# Giuncugnano
Giuncugnano é uma comuna italiana da região da Toscana, província de Lucca, com cerca de 538 habitantes. Estende-se por uma área de 18 km², tendo uma densidade populacional de 30 hab/km². Faz fronteira com Casola in Lunigiana (MS), Fivizzano (MS), Minucciano, Piazza al Serchio, Sillano.

## Demografia
| Variação demográfica do município entre 1861 e 2011                               |
|                                                                                   |
| Fonte: Istituto Nazionale di Statistica (ISTAT) - Elaboração gráfica da Wikipedia |